# Theodor Lachner
Theodor Lachner, född den 1 juli 1795 i Rain am Lech, död den 23 maj 1877, var en tysk organist och  kompositör.
Lachner tillhörde en musikalisk familj. Fadern Anton Lachner var stadens organist och halvbröderna Ignaz, Franz och Vinzenz blev även de musiker. Lachner själv var organist vid hovet i München och komponerade kyrkomusik och sånger. Bland hans lärjungar märks Georg Wilhelm Rauchenecker.